# Joane Somarriba
Joane Somarriba Arrola (nascida em 11 de agosto de 1972) é uma ex-ciclista espanhola que participou em três edições dos Jogos Olímpicos.